# Баэна, Джозеф
Джозеф Баэна (род. 2 октября 1997) – американский актер и фитнес-модель, сын Арнольда Шварценнегера.

## Детство
Биологический сын Арнольда Шварценеггера и Милдред Патрисии «Пэтти» Пенья. При рождении был законным сыном Рохелио Баэна, за которым его мать была замужем на момент его рождения, и с которым вскоре разошлась после рождения Баэны. В 13 лет Арнольд Шварценеггер признал его своим ребенком. Единоутробный брат по материнской линии Джеки Розо и единокровный брат по отцовской линии Кэтрин, Кристины, Патрика и Кристофера Шварценеггеров. Его единокровный брат по отцовской линии Кристофер родился на 5 дней раньше, 27 сентября 1997 года. Имеет австрийские и гватемальские корни.
В конце 2010 года, в возрасте 13 лет, узнал, что Арнольд Шварценеггер является его биологическим отцом. Тогда СМИ раскрыли этот факт на следующий день после окончания губернаторского срока Арнольда Шварценеггера. В 2011 году когда Шварценеггер признался, что зачал его во время связи с матерью Баэны, которая была домработницей в его доме, факт рождения Джозефа Баэна обсуждалось в таблоидах. Несмотря на то, что он сын Шварценеггера, Баэна решил не использовать ту же фамилию.

## Карьера

### Фитнес-модель
Фотография Джозефа Баэна публиковалась на обложке номера Men's Health за март 2022 года, где рассказывалось о его занятиях фитнесом и семейных связях с отцом. Занявшись тяжелой атлетикой, отец подарил ему книгу «Энциклопедия современного бодибилдинга», чтобы помочь Баэне в его тренировках.

### Сфера недвижимости
С мая 2021 года интересовался сферой недвижимости. После прохождения необходимых курсов и сдачи экзаменов, Джозеф Баэна получил лицензию риэлтора штата Калифорния и в настоящее время связан с компанией Aria Properties в Лос-Анджелесе, Калифорния.

### Танцы со звездами
В 2022 году стал участником 31-го сезона проекта «Танцы со звездами» в паре с Даниэллой Карагач (англ. Daniella Karagach) на которым заняли 5 и 11 место.  К участию в проекте его мотивировало необходимость дистанцирования от пересудов и критики «ни на что ни способного качка».
Джозеф Баэна высказал мнение, что его габариты создавали массу проблем – «я просто не мог угнаться за другими парнями». В одном из интервью он признался, что над ним постоянно издевались и только в колледже Джозеф Баэна прозрел: «Я был самым пухлым в своей команде и не мог быстро бегать, как требуется в баскетболе или футболе. Дело пошло на лад только тогда, когда на втором курсе я перешел в плавание».

## Личная жизнь
В 2019 году окончил Университет Пеппердайн (англ. Pepperdine University) в Малибу, получив степень в области бизнеса. В марте 2021 года начал тренироваться по бразильскому джиу-джитсу в школе самообороны Checkmat Northridge.

## Фильмография
| Year | Title                                                  | Role                      | Notes           |
| ---- | ------------------------------------------------------ | ------------------------- | --------------- |
| 2016 | Terminator 2 Remake with Joseph Baena: Bad to the Bone | The Terminator            | Video short     |
| 2022 | Chariot                                                | Cory                      |                 |
| 2022 | Bully High                                             | Eddie                     |                 |
| 2023 | Called to Duty: The Last Airshow                       | Lt. Andrew 'Bells' Harris |                 |
| 2024 | Gunner                                                 | Wally                     |                 |
| ?    | Encounters                                             | Tarrick                   | Filming         |
| ?    | Lava                                                   | Alex                      | Post-production |
| ?    | Athena Saves Christmas                                 | Шаблон:TableTBA           | Filming         |

### Телевидение
| Year | Title                          | Role       | Notes                                                     |
| ---- | ------------------------------ | ---------- | --------------------------------------------------------- |
| 2022 | Scam Squad                     | Nico       | Miniseries                                                |
| 2022 | Dancing with the Stars         | Himself    | 6 episodes of Dancing with the Stars (American season 31) |
| 2023 | Beyond Belief: Fact or Fiction | Robin Hood | Episode: "Ehre unter Dieben"                              |